# Erich Leschke

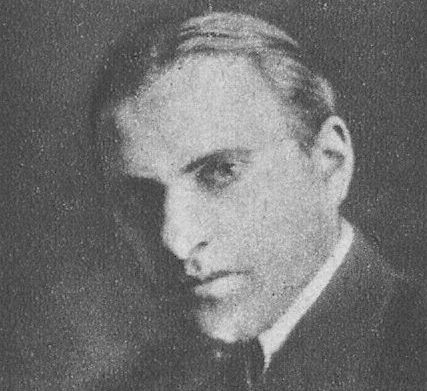
Erich Leschke

Friedrich Wilhelm Erich Leschke (* 23. Oktober 1887 in Bergneustadt, Rheinprovinz; † 10. Juni 1933 in Berlin) war ein deutscher Pathologe und Internist. 

## Leben und Wirken
Nach Gymnasialbesuch in Mühlhausen (Thüringen) studierte er Philosophie und Medizin in Bonn, wo er 1911 auch zum Dr. med. promovierte. Danach war als Assistent am Physiologischen Institut, am Friedrich-Wilhelm-Stift in Bonn, am Eppendorfer Krankenhaus in Hamburg und schließlich an der Charité in Berlin tätig. Im Ersten Weltkrieg wurde er als beratender Internist beim III. Armeekorps eingesetzt. 1918 habilitierte er sich für Innere Medizin und wurde 1919 zum außerordentlichen Professor an der Universität Berlin ernannt. Er publizierte zahlreiche Arbeiten auf dem Gebiet der Herz-, Lungen- und Stoffwechselkrankheiten. Weiterhin wurde er mehrfach zu Fachvorträgen in Nord- und Südamerika, in England und Russland eingeladen. Er war der Erfinder des Pneumothoraxapparates. Nach ihm wurde das Leschke-Syndrom (Dystrophia pigmentosa) benannt.
Seine letzte Ruhestätte fand er auf dem Südwestkirchhof Stahnsdorf.

## Schriften
- Über die Wirkung des Pankreasextraktes auf pankreasdiabetische und auf normale Tiere. Leipzig 1910 (Diss.).
- Die wechselseitigen Beziehungen der Drüsen mit innerer Sekretion. Halle 1920.
- Stoffwechsel-Krankheiten. Dresden 1930 (= Medizinische Praxis XI).
- Die epidemische Kinderlähmung. München 1931.
- Erkrankungen des vegetativen Nervensystems. Leipzig 1932.
- Die wichtigsten Vergiftungen. Fortschritte in deren Erkennung und Behandlung. München 1932.
- Goethe als Lebensforscher. Leipzig 1932.
- Enfermedades del Metabolismo. Madrid 1932.
- Die Wechselwirkungen der Blutdrüsen. Leipzig 1933.
- Clinical Toxicology. London und Baltimore 1934 (mit Franz Koelsch, Karl Meixner, C.P. Stewart, O. Dorre).